# Quello che vi consiglio vol. 4
Quello che vi consiglio vol. 4 è il quarto mixtape del rapper italiano Gemitaiz, pubblicato il 18 ottobre 2013 dalla Tanta Roba.

## Tracce
1. Intro (QVC4) – 2:07
2. Siddharta – 2:33
3. On the Corner (prod. Bassi Maestro) – 2:55
4. Vivere pt. 2 (feat. Enigma, Primo Brown) – 3:42
5. Dimmelo pure (prod. Il Tre) – 3:00
6. In aria (feat. Sercho) – 2:54
7. Veleno pt. 4 (feat. MadMan) – 2:31
8. VMPSB – 2:43
9. Niente (prod. Chebit) – 3:03
10. Quello che vi consiglio pt. 2 – 3:02
11. Fire pt. 2 – 2:33
12. Ballata del dubbio pt. 2 (prod. Frenetik & Orang3) – 4:26
13. Stare male (prod. Mixer T) – 2:36
14. Tutti quanti (feat. Clementino, Ensi, Jack the Smoker, Lowlow, Pedar, Killa Cali, Uzi Junkana) – 6:11
15. Superman Pt. 3 – 3:06
16. Neanche un giorno (prod. Shablo) – 2:35
17. Outro (Too Much) – 3:42

## Formazione
Musicisti
- Gemitaiz – voce
- Enigma – voce aggiuntiva (traccia 4)
- Primo Brown – voce aggiuntiva (traccia 4)
- Sercho – voce aggiuntiva (traccia 6)
- MadMan – voce aggiuntiva (traccia 7)
- Clementino – voce aggiuntiva (traccia 14)
- Ensi – voce aggiuntiva (traccia 14)
- Jack the Smoker – voce aggiuntiva (traccia 14)
- Lowlow – voce aggiuntiva (traccia 14)
- Pedar – voce aggiuntiva (traccia 14)
- Killa Cali – voce aggiuntiva (traccia 14)
- Uzi Junkana – voce aggiuntiva (traccia 14)

Produzione
- Bassi Maestro – produzione (traccia 3)
- Il Tre – produzione (traccia 5)
- Chebit – produzione (traccia 9)
- Mixer T – produzione (traccia 13)
- Shablo – produzione (traccia 16)